# Álvaro Morales Rodríguez

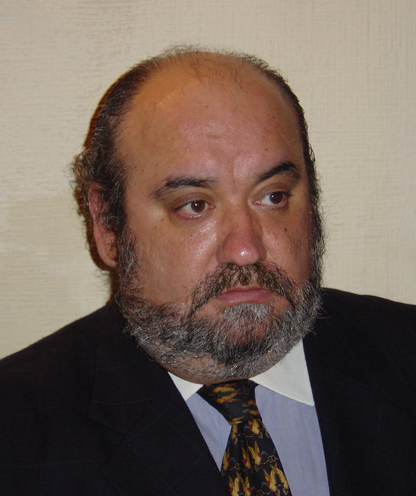
Álvaro Morales Rodríguez.

Álvaro Morales Rodríguez (Córdoba, 30 de octubre de 1953 - 11 de abril de 2011)
Realiza los estudios primarios en el colegio de Nuestra Señora de la Fuensanta, propiedad de su padre el poeta y escritor Juan Morales Rojas. 
Fue poeta, actor y director de teatro, licenciado en la Escuela Superior de Arte Dramático de Córdoba. Profesor de 2.ª enseñanza.
Colaborador del periódico Córdoba y otras publicaciones de nivel local y nacional. Conferenciante. Intervino en numerosos recitales poéticos. Pregonero de Santo Domingo de Scala Coeli en el año 2001. 
Participó en Un poeta español en Ucrania, programa especial de televisión de la ciudad de Lustk, en la región de Volin (Ucrania).
Presentó ponencias y recitales en el Primer Congreso Internacional de Literatura Virtual Iceberg Nocturno 2007 en Mayagüez (Puerto Rico).

## Obra poética publicada
- Antología poética de Juan Morales Rojas. Córdoba: Cajasur.
- Sueños grabados. Pontevedra: El Taller del Poeta.
- Tentativas del silencio. Córdoba: Diputación de Córdoba.
- Antologías I, II, III, IV, en revista Sensibilidades.
- Antologías V incluye el poemario Noche sin sueños (como autor invitado).
- Antología de poemas y poetas del planeta Tierra incluye algunos de sus poemas.

## Premios
- Primer premio del Concurso Nacional Literario de la Revista Diana
- Primer premio del Concurso Nacional de Poesía de la IX Feria del Olivo, en ciudad de Montoro.
- Primer premio del concurso de poesía en la ciudad de Córdoba, promovido por la organización de Estudiantes SEU.
- Segundo premio de «poesía taurina» de La Larga Cordobesa.
- Escritor del año nominado por la revista Sensibilidades.
- 2004: Accésit. II premio de poesía Gaudí.